# Macon 300
Macon 300, var ett Nascar-lopp ingående i Nascar Grand National Series (nuvarande Nascar Cup Series) som kördes 1966-1969 på den 0,500 mile (804,672 m) långa ovalbanan Middle Georgia Raceway i Macon i Georgia i USA. Macon 300 var ett av två Nascar-lopp som kördes på Middle Georgia Raceway, det andra var Georgia 500 som kördes 1968-1971.

## Tidigare namn
- Speedy Morelock 200 (1966)

## Vinnare genom tiderna
| Säsong | Datum  | Nr | Förare        | Team              | Konstruktör | Distans | Distans       | Tid     | Snitthastighet (mph) | Rapport | Ref   |
| Säsong | Datum  | Nr | Förare        | Team              | Konstruktör | Varv    | Miles (km)    | Tid     | Snitthastighet (mph) | Rapport | Ref   |
| ------ | ------ | -- | ------------- | ----------------- | ----------- | ------- | ------------- | ------- | -------------------- | ------- | ----- |
| 1966   | 10 maj | 43 | Richard Petty | Petty Enterprises | Plymouth    | 200     | 100 (160,934) | 1:13.09 | 82,023               | Rapport | [ 1 ] |
| 1967   | 6 juni | 43 | Richard Petty | Petty Enterprises | Plymouth    | 300     | 150 (241,401) | 1:32.03 | 80,321               | Rapport | [ 2 ] |
| 1968   | 2 juni | 17 | David Pearson | Holman Moody      | Ford        | 300     | 150 (241,401) | 1:53.26 | 79,342               | Rapport | [ 3 ] |
| 1969   | 1 juni | 71 | Bobby Isaac   | Nord Krauskopf    | Dodge       | 300     | 150 (241,401) | 2:02.05 | 73,717               | Rapport | [ 4 ] |

### Förare med flera segrar
| Antal segrar | Förare        | År         |
| ------------ | ------------- | ---------- |
| 2            | Richard Petty | 1966, 1967 |

### Team med flera segrar
| Vinster | Team              | År         |
| ------- | ----------------- | ---------- |
| 2       | Petty Enterprises | 1966, 1967 |

### Konstruktörer efter antal segrar
| Antal segrar | Konstruktör | År         |
| ------------ | ----------- | ---------- |
| 2            | Plymouth    | 1966, 1967 |
| 1            | Ford        | 1968       |
| 1            | Dodge       | 1969       |